# Godehoc
Godehoc (også Godeoc; anden halvdel af det 5. århundrede) var en langobardisk konge af slægten Leting der regerede i 480'erne.
Godehoc førte langobardernes i deres sidste stræk i deres migration fra Skandinavien sydpå langs Elben ind i Romerriget i det nuværende Østrig. Omkring slutningen af det det 5. århundrede, sandsynligvis år 489 ledte han dem gennem Bøhmen og Mähren ind i Noricum som var blevet forladt af en anden germansk stamme ved navn Rugiere.
Godehoc blev efterfulgt af hans søn Claffo.